# 三多路 (高雄市)

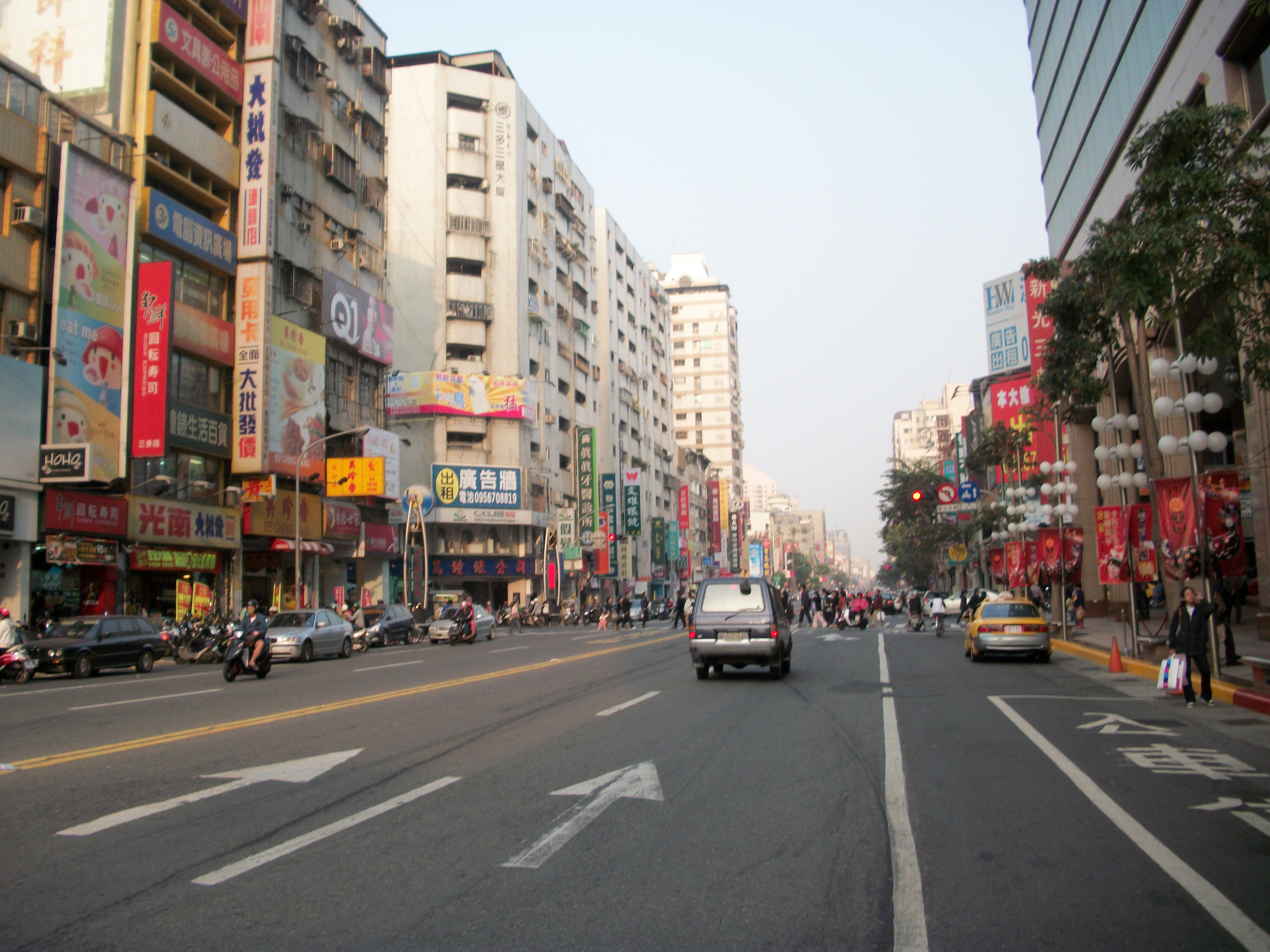
三多三路

三多路（Sanduo Rd.）是臺灣高雄市的東西向重要幹道。東於澄清路、國泰路二段口接鳳山區自由路，西止於成功路口。
原在六十期重劃區開發後延伸至海邊路，此延伸段初定名為三多五路；惟維持一段時間後，該延伸段更改為海邊路之延伸段，海邊路與三多路銜接於成功路。另外三多四路和一心路、中山路原有一個圓環，為了統整交通、興建捷運之下，原本的三多圓環經過改建後，成為市區著名的百貨商圈─三多商圈。

## 行經行政區域
- 鳳山區
- 前鎮區（部份路段為苓雅區與前鎮區界）
- 苓雅區

## 分段
三多路共分為四個部份：
- 三多一路：東起於澄清路、國泰路二段口接鳳山區自由路，西於福德三路口接三多二路。
- 三多二路：東於福德三路口接三多一路，西於民權二路口接三多三路。
- 三多三路：東於民權二路口接三多二路，西於中山二路及一心二路口接三多四路。
- 三多四路：東於中山二路及一心二路口接三多三路，西抵成功路口接海邊路。

## 歷史
舊說本路為1950年代由高雄工程隊官員張浵命名，新考據乃由科員林金枝所命名，語出《莊子‧天地》：「使聖人富，使聖人壽，使聖人多男子」，取多福（「多富」因為音似轉稱「多福」）、多壽、多男子（俗稱財子壽）的意思，是祝頌的話，沿用至今。
2014年7月31日深夜因發生高雄氣爆事故的影響，造成三多一路從武營路口（國道一號高雄交流道三多路出口）至凱旋路口無法通行。歷經3個月道路重建的日夜趕工之後，於同年11月20日午夜12時完工同時開放通車。

## 沿線設施
（由東至西）
- 三多一路
  - 高雄市公車建軍站(門牌設於建軍路2號)
  - 高雄捷運衛武營站
  - 衛武營國家藝術文化中心(1號)
  - 衛武營都會公園北側入口
  - 中正公園
  - 高雄狗狗運動公園
  - 高雄市八二三台海戰役紀念館(17號)
  - 中山高速公路367C 高雄三多路出口
  - 中正體育場(門牌設於中正一路99號 目前正在改建中)
  - 高雄市政府消防局第一大隊、苓雅分隊(162號4樓)
  - 高雄市政府警察局苓雅分局三多路派出所(168號)
  - 五塊厝郵局(237號)
  - 苓雅區戶政事務所第二辦公處(166號)
  - 高雄市農會苓雅辦事處(174號)
  - 三信家商(186號)

- 三多二路
  - 台灣中油加油站三多二路站(80號)
  - 輕軌五權國小站(主體在凱旋二路)
  - 高雄81氣爆紀念公園(100號）
  - 高雄市苓雅區五權國民小學(100號)
  - 高雄市苓雅區清潔隊(102號)
  - 林華郵局(249號)
  - 全國加油站三多路站(197號)
  - 高雄市電氣裝置業職業工會(224號12樓)
  - 台灣民眾黨高雄市黨部(405號)
- 三多三路
  - 廣澤郵局(139號)
  - 三多商圈
  - 新光三越高雄三多店(213號)
  - 遠東SOGO百貨高雄店(217號)
  - 台灣中油加油站三多三路站(264號)
  - 捷運三多商圈站
- 三多四路
  - 捷運三多商圈站
  - 高雄大遠百(21號)
    - 威秀影城(13~15樓)

  - 高雄意誠堂(66號)
  - 85大樓(門牌設於自強三路5號)

## 公車資訊
- 三多一路
  - 統聯客運（市區公車）
    - 100 百貨幹線 瑞豐站－高雄火車站

  - 南台灣客運
    - 248 建軍站－鼓山輪渡站

  - 東南客運
    - 橘7A 被服廠（捷運鳳山西站）－舊鐵橋濕地－大樹區公所
    - 橘7B 被服廠（捷運鳳山西站）－大樹區公所－佛陀紀念館

  - 港都客運
    - 50 五福幹線 建軍站－鼓山輪渡站
    - 52 建軍站－高雄火車站
    - 53 建軍站－高雄應用科技大學－高醫－高雄火車站
    - 70 三多幹線 前鎮站－長庚醫院
    - 73 建軍站－左營區公所
    - 81 瑞豐站－育英醫專
    - 88 建國幹線 鳳山轉運站（捷運大東站）－建軍站（捷運衛武營站）－鹽埕埔
    - 紅21 建軍站（捷運衛武營站）－捷運三多商圈站
    - 橘8 建軍站（捷運衛武營站）－鳳山車站－鳳山轉運站（捷運大東站）－過埤派出所

  - 中華大車隊
    - 橘10 建軍站（捷運衛武營站）－鳳山轉運站（捷運大東站）

  - 高雄客運
    - 11 瑞豐站－鹽埕埔
    - E11 鳳山高鐵城市快線 中崙國中－鳳山轉運站－台鐵新左營站
    - 87 捷運大東站－中崙—鳳山－建軍站
    - 8001 高雄－鳳山－林園（經高雄市政府四維行政中心、雄商）
    - 橘11 林園站－鳳山－建軍站

- 三多二路
  - 統聯客運（市區公車）
    - 100 百貨幹線 瑞豐站－高雄火車站

  - 港都客運
    - 52 建軍站－高雄火車站
    - 70 三多幹線 前鎮站－長庚醫院
    - 81 瑞豐站－育英醫專
    - 紅21 建軍站（捷運衛武營站）－捷運三多商圈站

  - 高雄客運
    - 11 瑞豐站－鹽埕埔
    - 8001 高雄－鳳山－林園（經高雄市政府四維行政中心、雄商）

  - 南台灣客運
    - 綠1 輕軌衛生局站–捷運三多商圈站

- 三多三路
  - 港都客運
    - 70 三多幹線 前鎮站－長庚醫院
    - 紅21 建軍站（捷運衛武營站）－捷運三多商圈站

  - 統聯客運（市區公車）
    - 83 瑞豐站－高雄火車站
    - 100 百貨幹線 瑞豐站－高雄火車站

  - 南台灣客運
    - 90 民族幹線 捷運三多商圈站－高鐵左營站

  - 漢程客運
    - 黃1 輕軌旅運中心站–忠誠路口

- 三多四路
  - 港都客運
    - 70 三多幹線 前鎮站－長庚醫院

  - 統聯客運（市區公車）
    - 83 瑞豐站－高雄火車站
    - 100 百貨幹線 瑞豐站－高雄火車站

  - 漢程客運
    - 黃1 輕軌旅運中心站–忠誠路口

## 公共自行車
- 高雄市公共自行車租賃系統：
  - 三多公有停車場：三多一路/高雄交流道(東南側)
  - 金馬公有停車場：三多一路69號(對面)
  - 三信家商：三多一路186號(校門右側人行道)
  - 國際商工：三多二路84號(前)
  - 五權國小：三多二路100號(左側人行道)
  - 三多和平一路口：三多二路/和平一路口(東北側)
  - 和平三多二路口：和平二路/三多二路(西南側)
  - 三多廣州二街口：三多二路291號(前)
  - 三多二光華一路口：三多二路/光華一路(西北側)
  - 三多桂林街口：三多二路/桂林街口(西南側)
  - 高雄廣澤郵局：三多三路139號(前)
  - 三多文橫二路口：三多三路/文橫二路口(東北側)
  - 捷運三多商圈站(5號出口)：中山二路276號(旁)
  - 捷運三多商圈站(6號出口)：中山二路/三多三路(東北側)

## 來源
1. ↑  , 2019年10月17日  [2019年10月29日], （原始内容存档于2019年10月19日）
2. ↑  , 聯合新聞網, 2019年10月18日  [2019年11月15日], （原始内容存档于2019年10月20日） （中文（臺灣））
3. ↑  沒有慶祝！高雄氣爆道路修復 凌晨開放通車 （页面存档备份，存于）. 自由時報. [2014-11-21].